# Ki-Jana Hoever
Ki-Jana Hoever, né le 18 janvier 2002 à Amsterdam aux Pays-Bas, est un footballeur néerlandais, qui évolue au poste d'arrière droit au Wolverhampton Wanderers.

## Biographie

### Carrière

#### Débuts professionnels
Natif d'Amsterdam aux Pays-Bas, Ki-Jana Hoever passe par le centre de formation de l'Ajax Amsterdam, avant de rejoindre en 2018 celui du Liverpool FC, alors que d'autres clubs anglais comme Manchester United ou Chelsea FC étaient intéressés par le jeune joueur.
Ki-Jana Hoever joue son premier match en professionnel le 7 janvier 2019, lors d'un match de FA Cup face à Wolverhampton. Ce jour-là, il remplace Dejan Lovren, sorti sur blessure, et son équipe s'incline (2-1).
Le 1er juillet 2019 Hoever prolonge son contrat avec Liverpool.
Hoever réapparaît dans le groupe professionnel le 25 septembre 2019, lors d'une rencontre de Coupe de la Ligue anglaise face au MK Dons. Titularisé au poste d'arrière droit ce jour-là, Hoever participe à la victoire de son équipe en inscrivant son premier but en professionnel (0-2 score final pour Liverpool).

#### Wolverhampton Wanderers
Le 19 septembre 2020, Ki-Jana Hoever s'engage pour cinq ans au Wolverhampton Wanderers. Il joue son premier match sous ses nouvelles couleurs le 27 septembre 2020 face à West Ham United, où il fait par la même occasion sa première apparition en Premier League. Il entre en jeu à la place de Nélson Semedo ce jour-là et son équipe s'incline par quatre buts à zéro.

#### PSV Eindhoven
Lors de l'été 2022, Ki-Jana Hoever fait son retour aux Pays-Bas. Il rejoint le PSV Eindhoven sous la forme d'un prêt d'une saison. Le transfert est annoncé le 23 juin 2022.

### Stoke City
Le 27 janvier 2023, Ki-Jana Hoever est prêté jusqu'à la fin de la saison à Stoke City, en deuxième division anglaise. Le 10 mars 2023, Hoever se fait remarquer en inscrivant ses deux premiers buts pour Stoke City, lors d'une rencontre de championnat face à Blackburn Rovers. Titularisé, il contribue à la victoire de son équipe par trois buts à deux. Lors de sa demi-saison à Stoke, il participe à 15 rencontres de Championship, titulaire à 11 reprises, auteur de 4 buts et une passe décisive.
Le 21 juillet 2023, le prêt de Hoever est prolongé pour une saison supplémentaire. Il réalise alors une saison pleine en deuxième division anglaise, participant à 40 rencontres, pour 35 titularisations, auteur de 4 buts et 5 passes décisives.

### AJ Auxerre
Le 21 aout 2024, Ki-Jana Hoever est prêté sans option d'achat jusqu'à la fin de la saison à l'AJ Auxerre, évoluant en Ligue 1 . Sous les ordres de Christophe Pélissier, il est d'emblée installer sur le flanc droit de la défense.

#### En sélection
Avec les moins de 17 ans, il inscrit notamment un doublé le 27 septembre 2018 contre le Liechtenstein lors de la large victoire de son équipe (10-1). Il participe ensuite au championnat d'Europe des moins de 17 ans en 2019. Il est titulaire lors de cette compétition où il évolue en tant qu'arrière droit. Il s’illustre en inscrivant un but face à la Belgique en quart de finale, et en délivrant également deux passes décisives, contre l'Angleterre et la Belgique. Les Néerlandais remportent le tournoi en battant l'Italie en finale. Avec cette même sélection il participe quelques mois plus tard à la coupe du monde des moins de 17 ans 2019. De nouveau titulaire, il joue six matchs et marque un but en quarts de finale lors de la victoire face au Paraguay (4-1). Les jeunes néerlandais perdent en demi-finale face au Mexique lors d'une séance de tirs au but.
En août 2021, Ki-Jana Hoever est appelé pour la première fois avec l'équipe des Pays-Bas espoirs. Il joue son premier match avec cette sélection le 7 septembre suivant contre la Moldavie. Il entre en jeu à la place de Jeremie Frimpong et les Néerlandais l'emportent (3-0).
Hoever marque son premier but avec les espoirs le 15 novembre 2021 face à Gibraltar. Titulaire, il délivre également deux passes décisives en plus de son but, et participe ainsi à la victoire de son équipe par sept buts à zéro.

### Vie personnelle
Dans sa jeunesse il était supporter de l'Ajax Amsterdam. Il doit son prénom à Ki-Jana Carter, son père étant fan de football américain et des 49ers de San Francisco.

## Statistiques détaillées
| Saison                | Club                  | Championnat           | Championnat | Championnat | Coupe nationale | Coupe nationale | Coupe de la Ligue | Coupe de la Ligue | Supercoupe | Supercoupe | Compétition(s) continentale(s) | Compétition(s) continentale(s) | Compétition(s) continentale(s) | Total | Total |
| Saison                | Club                  | Division              | M.          | B.          | M.              | B.              | M.                | B.                | M.         | B.         | Comp.                          | M.                             | B.                             | M.    | B.    |
| 2018-2019             | Liverpool FC          | Premier League        | -           | -           | 1               | 0               | -                 | -                 | -          | -          | C1                             | -                              | -                              | 1     | 0     |
| 2019-2020             | Liverpool FC          | Premier League        | -           | -           | 1               | 0               | 2                 | 1                 | -          | -          | C1                             | -                              | -                              | 3     | 1     |
| Sous-total            | Sous-total            | Sous-total            | 0           | 0           | 2               | 0               | 2                 | 1                 | -          | -          | -                              | -                              | -                              | 4     | 1     |
| 2020-2021             | Wolverhampton         | Premier League        | 12          | 0           | 3               | 0               | -                 | -                 | -          | -          | -                              | -                              | -                              | 15    | 0     |
| 2021-2022             | Wolverhampton         | Premier League        | 8           | 0           | -               | -               | 2                 | 0                 | -          | -          | -                              | -                              | -                              | 10    | 0     |
| Sous-total            | Sous-total            | Sous-total            | 20          | 0           | 3               | 0               | 2                 | 0                 | -          | -          | -                              | -                              | -                              | 25    | 0     |
| 2022-2023             | PSV Eindhoven (prêt)  | Eredivisie            | 5           | 0           | -               | -               | -                 | -                 | 1          | 0          | C1                             | 2                              | 0                              | 8     | 0     |
| 2022-2023             | Stoke City (prêt)     | Championship          | 15          | 4           | 2               | 0               | -                 | -                 | -          | -          | -                              | -                              | -                              | 17    | 4     |
| 2023-2024             | Stoke City (prêt)     | Championship          | 40          | 4           | 1               | 0               | 3                 | 0                 | -          | -          | -                              | -                              | -                              | 44    | 4     |
| Sous-total            | Sous-total            | Sous-total            | 55          | 8           | 3               | 0               | 3                 | 0                 | -          | -          | -                              | -                              | -                              | 61    | 8     |
| 2024-2024             | AJ Auxerre (prêt)     | Ligue 1               | 30          | 1           | -               | -               | -                 | -                 | -          | -          | -                              | -                              | -                              | 30    | 1     |
| Total sur la carrière | Total sur la carrière | Total sur la carrière | 110         | 9           | 8               | 0               | 7                 | 1                 | 1          | 0          | -                              | 2                              | 0                              | 128   | 10    |

## Palmarès

### En club
| Liverpool (2)                                                                             | PSV Eindhoven (1)                             | Pays-Bas -17 ans (1)                                           |
| ----------------------------------------------------------------------------------------- | --------------------------------------------- | -------------------------------------------------------------- |
| - Supercoupe de l'UEFA - Vainqueur en 2019 - Coupe du Monde des Clubs - Vainqueur en 2019 | - Supercoupe des Pays-Bas - Vainqueur en 2022 | - Championnat d'Europe des moins de 17 ans - Vainqueur en 2019 |